# Fengxi, Sichuan
Fengxi (kinesiska: 凤溪乡, 凤溪) är en socken i Kina. Den ligger i provinsen Sichuan, i den sydvästra delen av landet, omkring 280 kilometer öster om provinshuvudstaden Chengdu. Antalet invånare är 13 034. Befolkningen består av 6 354 kvinnor och 6 680 män. Barn under 15 år utgör 23,0 %, vuxna 15-64 år 62 %, och äldre över 65 år 14,0 %.
Genomsnittlig årsnederbörd är 1 545 millimeter. Den regnigaste månaden är september, med i genomsnitt 280 mm nederbörd, och den torraste är december, med 8 mm nederbörd.